# ファンショー・ベイ (護衛空母)
ファンショー・ベイ (USS Fanshaw Bay, CVE-70) は、アメリカ海軍の護衛空母。カサブランカ級航空母艦の16番艦。艦名はアラスカ州南東部にあるファンショー湾 (北緯57度12分43秒 西経133度32分44秒 / 北緯57.21194度 西経133.54556度) に由来する。

## 艦歴
「ファンショー・ベイ」は、合衆国海事委員会の契約下ワシントン州バンクーバーのカイザー造船所で建造され、1943年11月1日にJ. L. ケンワーシー・ジュニア夫人によって進水する。1943年12月9日にD. P. ジョンソン艦長の指揮下で就役した。

### 1944年
1944年4月6日、「ファンショー・ベイ」はジェラルド・F・ボーガン少将率いる第25空母群に加わってサンディエゴを出港し、4月20日にマジュロに到着した。マジュロにおいて10日間に及ぶ対潜活動および空中哨戒活動に就いた後、補給と訓練を行うため、一旦真珠湾に帰投。5月29日にエニウェトク環礁に向けて出港し、同地で最終調整を行った後、6月11日にサイパンの戦いに加わるため出撃した。
「ファンショー・ベイ」はサイパン島東方30マイルの地点から対潜哨戒、空中哨戒および写真偵察の任務を遂行した。6月15日、5機の日本機の場空襲を受けたが、この攻撃による被害は無かった。2日後の6月17日には70機もの日本機が押し寄せ、「ファンショー・ベイ」の対空砲火と空中哨戒の戦闘機は四方八方から押し寄せる日本機を多数撃墜したが、1機の爆撃機が間隙を縫って後部エレベーター付近に爆弾を命中させた。攻撃により14名が戦死して23名が負傷し、火災が発生した。艦尾のいくつかの区画と消火装置が破壊されたが、1時間足らずで必要な処置をすべて済ませる事ができた。しかし、艦体が3度傾き、艦尾部分に6フィートの穴が生じたため、ボーガン少将を駆逐艦に移乗させて戦場を離れ、真珠湾に下がっていった。
修理を終えた「ファンショー・ベイ」は、モロタイ島の戦いに向けた訓練のため8月28日にマヌス島に到着。9月10日、新司令官クリフトン・スプレイグ少将を迎え、第77.4.3任務隊（通称「タフィ3」）旗艦としてモロタイ島近海に向けて出撃した。この戦いでも対潜哨戒と空中援護に協力し、9月16日にはハルマヘラ島ワシレ湾に落下傘降下して着水したパイロットに対する援護を行った。パイロットのいる地点は日本軍の勢力範囲からわずかしか離れておらず、パイロットは狙撃を避けるためしばしな潜水して救助を待った。やがて、「ファンショー・ベイ」機の援護の下に2隻の魚雷艇が敵中深く突入して、パイロットを無事救助する事ができた。「ファンショー・ベイ」は10月7日から12日までマヌス島で補給と整備を行った後、10月20日から始まったレイテ島の戦いに参加するため出撃した。

### サマール沖海戦と敷島隊
「ファンショー・ベイ」は最初の4日間はサマール島沖にて対潜哨戒、空中哨戒、上陸部隊の援護などを実施した。10月24日、栗田健男中将率いる日本艦隊が西に向かっているとの偵察機の報告があった。翌朝6時45分、「ファンショー・ベイ」の見張りが北西の方角に対空砲火を発見。これと同時に、レーダーも北西方向に複数の目標を探知していた。西に向かっていたはずの栗田艦隊が、この時第77.4.3任務隊の目の前に出現しつつあったのである。折り悪く、任務群の航空機は対潜哨戒のために出動して手元にはいなかった。スプレイグ少将は、ただちに栗田艦隊とは逆の方向に全速力で逃げるよう命令を出し、同時に第7艦隊（トーマス・C・キンケイド中将）に救援を求める緊急電報を発信して、任務隊の全艦艇は煙幕を張りながらスコールに向かっていった。栗田艦隊はよいレーダーを持たぬとはいえ、次第に護衛空母や駆逐艦、護衛駆逐艦に命中弾および至近弾を与えつつあった。「ファンショー・ベイ」は8時55分までに、少なくとも2隻の巡洋艦と2隻の駆逐艦から撃たれて、重巡洋艦からの20センチ砲弾4発が命中していた。「ファンショー・ベイ」のみならず、第77.4.3任務隊全体が最悪の危機に陥りつつあった。護衛空母「カリニン・ベイ (USS Kalinin Bay, CVE-68) 」と「ホワイト・プレインズ (USS White Plains, CVE-71) 」も激しく被弾し、空母群の最後尾にいた「ガンビア・ベイ (USS Gambier Bay, CVE-73) 」は戦艦と重巡洋艦に追いつかれて沈没した。スプレイグ少将は、栗田艦隊と最初に接触した時点で「あと5分も敵の大口径砲の射撃を受け続ければ、わが艦隊は全滅していただろう」と言ったが、任務隊はスコールの助けと駆逐艦、護衛駆逐艦の必死の反撃により、接触から2時間近く経っても辛うじて健在だった。9時11分、スプレイグ少将の理解しがたい事が起こった。栗田艦隊は、別の機動部隊を求めに行くとの名目で戦場を去っていき、二度と第77.4.3任務隊の目の前には姿を見せなかった。スプレイグ少将は後に、「戦闘で疲れ切った私の頭脳は、この事実をすぐには理解できなかった」と回想している。やがて戦闘配置は解かれ、「ガンビア・ベイ」を失った第77.4.3任務隊の空母は再び輪形陣を構成したが、「ファンショー・ベイ」は損傷により輪形陣からは遅れがちだった。
しかし、第77.4.3任務隊が安心していたのは、つかの間だった。7時25分にマバラカット基地を出撃した神風特別攻撃隊敷島隊（関行男大尉）が、10時49分に雲上から第77.4.3任務隊に向けて突入してきた。この攻撃で護衛空母「セント・ロー (USS St. Lo, CVE-63) 」が沈没し、「カリニン・ベイ」「ホワイト・プレインズ」および「キトカン・ベイ (USS Kitkun Bay, CVE-71) 」が損傷した。敷島隊のどの機がどの空母に突入したのかは定かではないが、一つ言えるのは、「ファンショー・ベイ」は敷島隊に突入されなかったということである。一連の戦いが評価され、「ファンショー・ベイ」には殊勲部隊章が授けられた。

### 1945年
「ファンショー・ベイ」はマヌス島に下がり、11月1日から7日まで仮修理を行った後、本格的な修理のため、真珠湾を経てサンディエゴに帰投した。修理後、ハワイ水域での慣熟訓練と巡航の後、スプレイグ少将の第26空母群に合流するためウルシー環礁に向かい、3月14日に到着した。3月21日、沖縄戦の前哨戦に参加するため出撃し、3月25日から沖縄島や周辺島嶼に対する事前空襲を繰り返した。4月1日に上陸作戦が行われた後、5月28日まで支援任務を続けた後、サンペドロ湾 (フィリピン)に下がって補給を行った。6月9日から27日までは先島諸島近海で行動し、7月に入ってからは東シナ海における掃海作戦に対する航空支援を行った。

### 戦後
「ファンショー・ベイ」は航空機の補給のためグアムとエニウェトク環礁に寄港した後、アラスカのアダック島に移動。ここを拠点に日本各地への占領作戦を支援した後、9月24日に真珠湾に帰投した。ここで、沖縄作戦中にスプレイグ少将を助けたE. W. リッチ少将を降ろし、東京湾に移動。マジック・カーペット作戦に参加して、復員する海兵隊員を西海岸、サンディエゴまで輸送した。作戦終了後の1946年8月14日、退役してタコマで予備艦として係留され、現役に復することなく1959年9月26日にスクラップとして売却された。
「ファンショー・ベイ」は第二次世界大戦の戦功での5つの従軍星章と1個の殊勲部隊章を受章した。